# Réseau de bus Titus
Le réseau de bus Titus, composé de deux lignes, dessert essentiellement Rosny-sous-Bois. Toutefois, la ligne 1 dessert des arrêts à Noisy-le-Sec et Montreuil et la ligne 2 dessert un arrêt à Neuilly-Plaisance. Créé en 1987, le réseau est exploité depuis le 1er janvier 2008 par MobiCité, une filiale de RATP Cap Île-de-France.

## Histoire

### Le transport urbain communal
La première desserte interne de Rosny-sous-Bois remonte à la création le 22 octobre 1983 de la ligne RATP 321, dénommée commercialement TRUC (transport urbain communal), via une boucle circulant au départ de la gare de Rosny.
Le 9 septembre 1985, la ligne 321 est séparée en deux boucles 321A et 321B et restera exploitée par la régie jusqu'au 15 juin 1987, date à laquelle les Autobus du Fort reprennent les deux lignes sous la marque TITUS.
Le matériel roulant était composé d'Heuliez GX 17 (châssis de Renault Master I) remisés au centre bus des Lilas.

### Le réseau TITUS

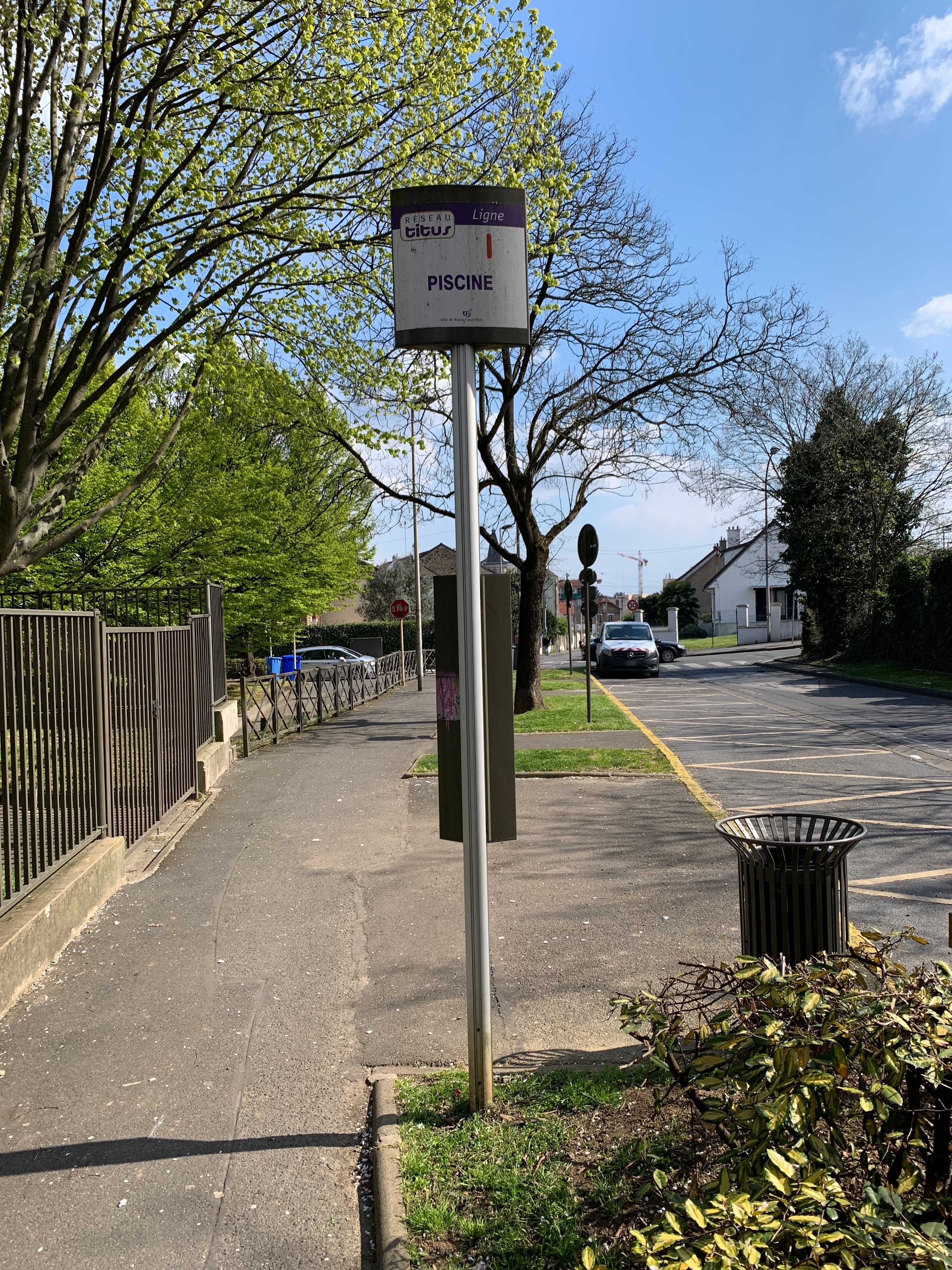
Poterau d'arrêt Titus.

Le réseau Titus a été créé en 1987. Depuis 2007, la ville de Rosny-sous-Bois a obtenu une délégation de compétence pour la gestion du réseau.
En 2007, le réseau se composait de trois boucles au départ de la gare de Rosny-sous-Bois : 
- la rouge ou ligne 1/2 desservant le nord-ouest de la commune, la 2 desservant en plus l'hôpital ;
- la verte ou ligne 3 pour le nord-est de la commune ;
- la bleue ou ligne 5 pour le sud-est de la commune.

Une ligne 4 desservant le centre commercial de Neuilly-Plaisance, variante rallongée de la ligne 3 sur le modèle des lignes 1 et 2, a existé par le passé.
Depuis le 1er janvier 2008, les Autobus du Fort, filiale de Veolia Transport, ont laissé place à MobiCité, filiale de RATP Dev — puis à RATP Cap Île-de-France à la suite de la création de cette dernière — pour l'exploitation du service, avec trois Heuliez GX 117 de la RATP.
En 2009, le réseau reçoit des Heuliez GX 127, aux couleurs de la ville de Rosny-sous-Bois et les GX 117 sont retirés de ce service.
La fréquentation annuelle en 2010 était de 548 184 voyageurs et de 549 266 voyageurs annuels en 2011.
Au 1er septembre 2013, le réseau est restructuré ainsi :
- la nouvelle ligne 1 (rouge) remplace la ligne 1/2 et assure systématiquement la desserte de l'hôpital ;
- la nouvelle ligne 2 (jaune) remplace une partie de la ligne 3 et dessert le centre commercial Rosny 2 ;
- la ligne 3 (verte) voit son trajet partiellement réduit par la création de la nouvelle ligne 2 ;
- la nouvelle ligne 4 (bleue) remplace la ligne 5.

Depuis le 5 avril 2024, le réseau est restructuré en deux lignes avec l'arrivée de la ligne 11 du métro et de la livraison du nouveau quartier Coteaux Beauclair. 
Depuis juillet 2024 les Heuliez GX 127 sont petit a petit remplacé par des e-ATAK de la marque turc Karsan .  

## Le réseau

### Présentation
Les lignes fonctionnent tous les jours de la semaine. Les horaires ont été conçus pour faciliter les correspondances avec la ligne E du RER en gare de Rosny-sous-Bois.
Chaque ligne dessert des secteurs géographiques différents de la commune : la ligne 1 dessert l'ouest et le sud et la ligne 2 dessert le nord et l'est.

### Les lignes
| Ligne | Caractéristiques | Caractéristiques                                                          | Caractéristiques                                                          | Caractéristiques                                                          | Caractéristiques                                                          | Caractéristiques                                                          | Caractéristiques                                                          | Caractéristiques                                                          | Caractéristiques                                                          |
| 1     | (Circulaire) Hôpital André Grégoire ⥋ via Rosny-sous-Bois RER et Casanova | (Circulaire) Hôpital André Grégoire ⥋ via Rosny-sous-Bois RER et Casanova | (Circulaire) Hôpital André Grégoire ⥋ via Rosny-sous-Bois RER et Casanova | (Circulaire) Hôpital André Grégoire ⥋ via Rosny-sous-Bois RER et Casanova | (Circulaire) Hôpital André Grégoire ⥋ via Rosny-sous-Bois RER et Casanova | (Circulaire) Hôpital André Grégoire ⥋ via Rosny-sous-Bois RER et Casanova | (Circulaire) Hôpital André Grégoire ⥋ via Rosny-sous-Bois RER et Casanova | (Circulaire) Hôpital André Grégoire ⥋ via Rosny-sous-Bois RER et Casanova | (Circulaire) Hôpital André Grégoire ⥋ via Rosny-sous-Bois RER et Casanova |
| ----- | --- | ------------------------------------------------------------------------- | ------------------------------------------------------------------------- | ------------------------------------------------------------------------- | ------------------------------------------------------------------------- | ------------------------------------------------------------------------- | ------------------------------------------------------------------------- | ------------------------------------------------------------------------- | ------------------------------------------------------------------------- |
| 1     | Ouverture / Fermeture 5 avril 2024 / — | Longueur —                                                                | Durée 45-70 min                                                           | Nb. d’arrêts 27                                                           | Matériel e-ATAK                                                           | Jours de fonctionnement L, Ma, Me, J, V, S, D                             | Jour / Soir / Nuit / Fêtes O / N / N / O                                  | Voy. / an —                                                               | Exploitant MobiCité                                                       |
| 1     | Desserte : - Villes et lieux desservis : Rosny-sous-Bois (Rosny-Rail, école Pauline-Kergomard, école Marié-Bétrémieux, église Sainte-Geneviève, centre nautique et sportif Claude-Bernard, zone d'activités de Nanteuil, école Dolet, collège Albert-Camus, fort de Rosny, Centre national de formation à la police judiciaire, Centre national d'information routière, marché des Boutours, lycée Charles-de-Gaulle, collège Saint-Exupéry, lycée professionnel Jean-Moulin, école Le Pré-Gentil, stade Pierre-Letessier, parc Jean-Decésari, hôtel de ville), Noisy-le-Sec et Montreuil (centre hospitalier intercommunal André-Grégoire) - Stations et gares desservies : Montreuil - Hôpital, La Dhuys, Coteaux Beauclair, Rosny-sous-Bois |                                                                           |                                                                           |                                                                           |                                                                           |                                                                           |                                                                           |                                                                           |                                                                           |
| 1     | Autre : - Zone traversée : 3. - Arrêts non accessibles aux UFR : — - Amplitudes horaires : La ligne fonctionne du lundi au samedi de 6 h 30 à 21 h 25 et les dimanches et fêtes de 9 h à 21 h 15. - Particularités : A sa mise en service, la ligne est séparée en deux lignes en raison de travaux aux abords de l’hôpital André-Grégoire. - Date de dernière mise à jour : 13 juin 2024. |                                                                           |                                                                           |                                                                           |                                                                           |                                                                           |                                                                           |                                                                           |                                                                           |
| 1     | Dernière actualisation : — |                                                                           |                                                                           |                                                                           |                                                                           |                                                                           |                                                                           |                                                                           |                                                                           |
| 2     | (Circulaire) Rosny-sous-Bois RER ⥋ via le plateau d'Avron | (Circulaire) Rosny-sous-Bois RER ⥋ via le plateau d'Avron                 | (Circulaire) Rosny-sous-Bois RER ⥋ via le plateau d'Avron                 | (Circulaire) Rosny-sous-Bois RER ⥋ via le plateau d'Avron                 | (Circulaire) Rosny-sous-Bois RER ⥋ via le plateau d'Avron                 | (Circulaire) Rosny-sous-Bois RER ⥋ via le plateau d'Avron                 | (Circulaire) Rosny-sous-Bois RER ⥋ via le plateau d'Avron                 | (Circulaire) Rosny-sous-Bois RER ⥋ via le plateau d'Avron                 | (Circulaire) Rosny-sous-Bois RER ⥋ via le plateau d'Avron                 |
| 2     | Ouverture / Fermeture 5 avril 2024 / — | Longueur —                                                                | Durée 27-30 min                                                           | Nb. d’arrêts 18                                                           | Matériel e-ATAK                                                           | Jours de fonctionnement L, Ma, Me, J, V, S, D                             | Jour / Soir / Nuit / Fêtes O / N / N / O                                  | Voy. / an —                                                               | Exploitant MobiCité                                                       |
| 2     | Desserte : - Ville et lieux desservis : Rosny-sous-Bois (Rosny-Rail, hôtel de ville, parc Jean-Decésari, stade Pierre-Letessier, École nationale des arts du Cirque, plateau d’Avron, stade Armand-Girodit, église Notre-Dame-de-la-Visitation), Neuilly-Plaisance (plateau d’Avron). - Station et gare desservie : Rosny-sous-Bois |                                                                           |                                                                           |                                                                           |                                                                           |                                                                           |                                                                           |                                                                           |                                                                           |
| 2     | Autre : - Zone traversée : 3. - Arrêts non accessibles aux UFR : — - Amplitudes horaires : La ligne fonctionne du lundi au vendredi de 6 h 20 à 20 h 50, les samedis de 6 h 30 à 20 h 55 et les dimanches et fêtes de 9 h 30 à 20 h 55. - Date de dernière mise à jour : 10 avril 2024. |                                                                           |                                                                           |                                                                           |                                                                           |                                                                           |                                                                           |                                                                           |                                                                           |
| 2     | Dernière actualisation : — |                                                                           |                                                                           |                                                                           |                                                                           |                                                                           |                                                                           |                                                                           |                                                                           |

## Exploitation

### Le matériel roulant
Le réseau est exploité à l'aide de cinq autobus Heuliez GX 127, numérotés de 34 à 37 et 73.

### Dépôts
Le remisage et le nettoyage sont effectués par le centre bus RATP des Lilas .

### Tarification et financement
La tarification des lignes d'autobus d'Île-de-France est unifiée et accessible avec les mêmes abonnements. Un ticket « bus-tram », qui remplace le ticket t+ au 1er janvier 2025, permet un trajet simple quelle que soit la distance, avec une ou plusieurs correspondances possibles avec les autres lignes de bus et de tramway pendant une durée maximale de 1 h 30 entre la première et dernière validation. En revanche, un ticket validé dans un bus ne permet pas d'emprunter le métro, ni le Transilien et le RER. Les lignes Orlybus et Roissybus, assurant de façon directe les dessertes aéroportuaires via autoroute, disposent d'une tarification spécifique mais sont accessibles avec les abonnements habituels.
Les tarifs des billets et abonnements dont le montant est limité par décision politique ne couvrent pas les frais réels de transport. Le manque à gagner est compensé par l'autorité organisatrice, Île-de-France Mobilités, présidée depuis 2005 par le président du conseil régional d'Île-de-France et composé d'élus locaux. Elle définit les conditions générales d'exploitation ainsi que la durée et la fréquence des services. L'équilibre financier du fonctionnement est assuré par une dotation globale annuelle aux transporteurs de la région grâce au versement mobilité payé par les entreprises et aux contributions des collectivités publiques.

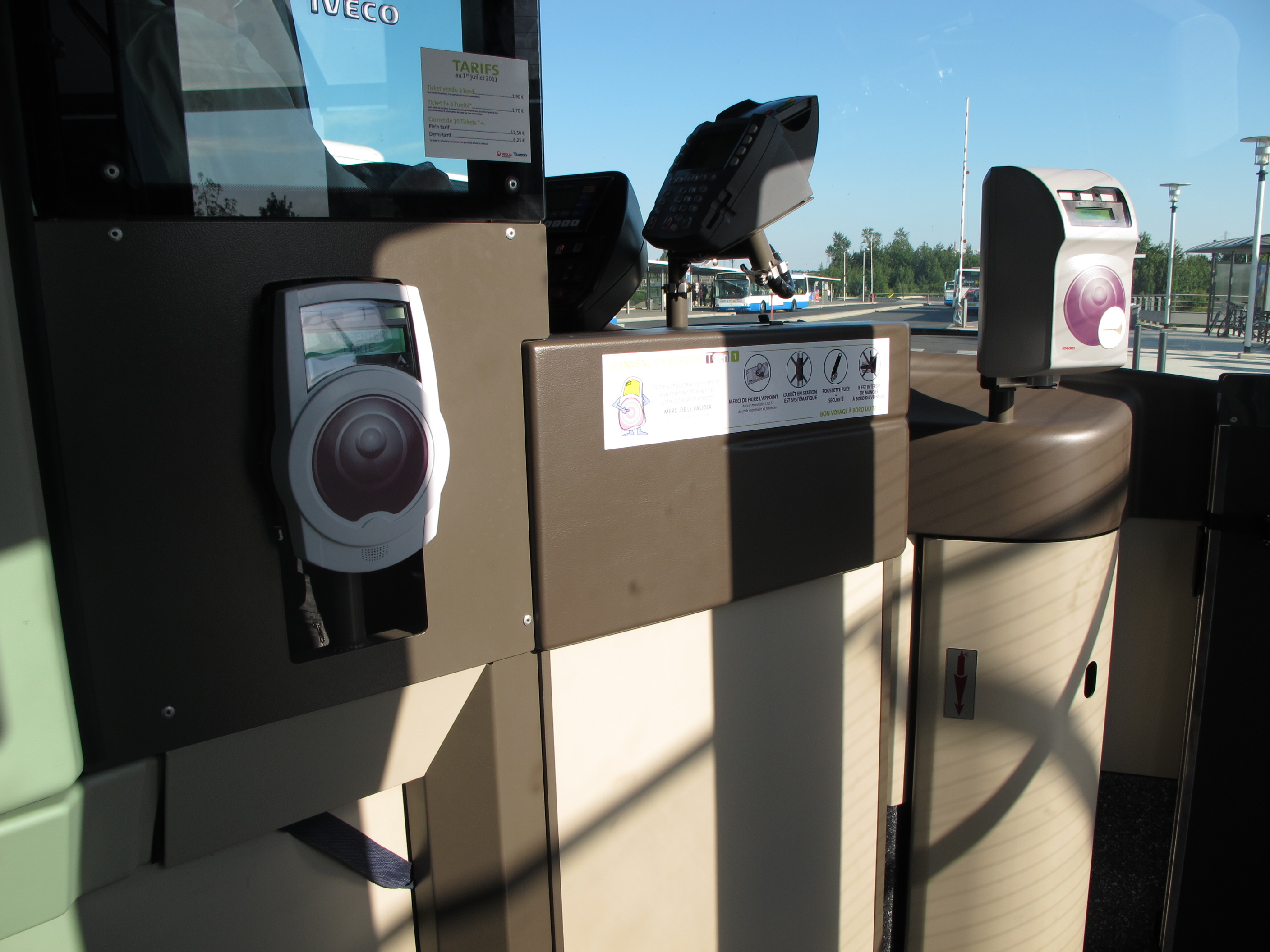
Validateurs pour passes Navigo (à gauche) et pour tickets carton (à droite) présents dans les bus et tramway.

L’achat de ticket par SMS est possible depuis 2018, en envoyant MOBICITE au 93100 (coût de 2,50€ depuis le 01/01/2023 prélevé sur les factures de téléphone). Ce ticket SMS est valable 1h sans correspondance.